# Elektronisch slot

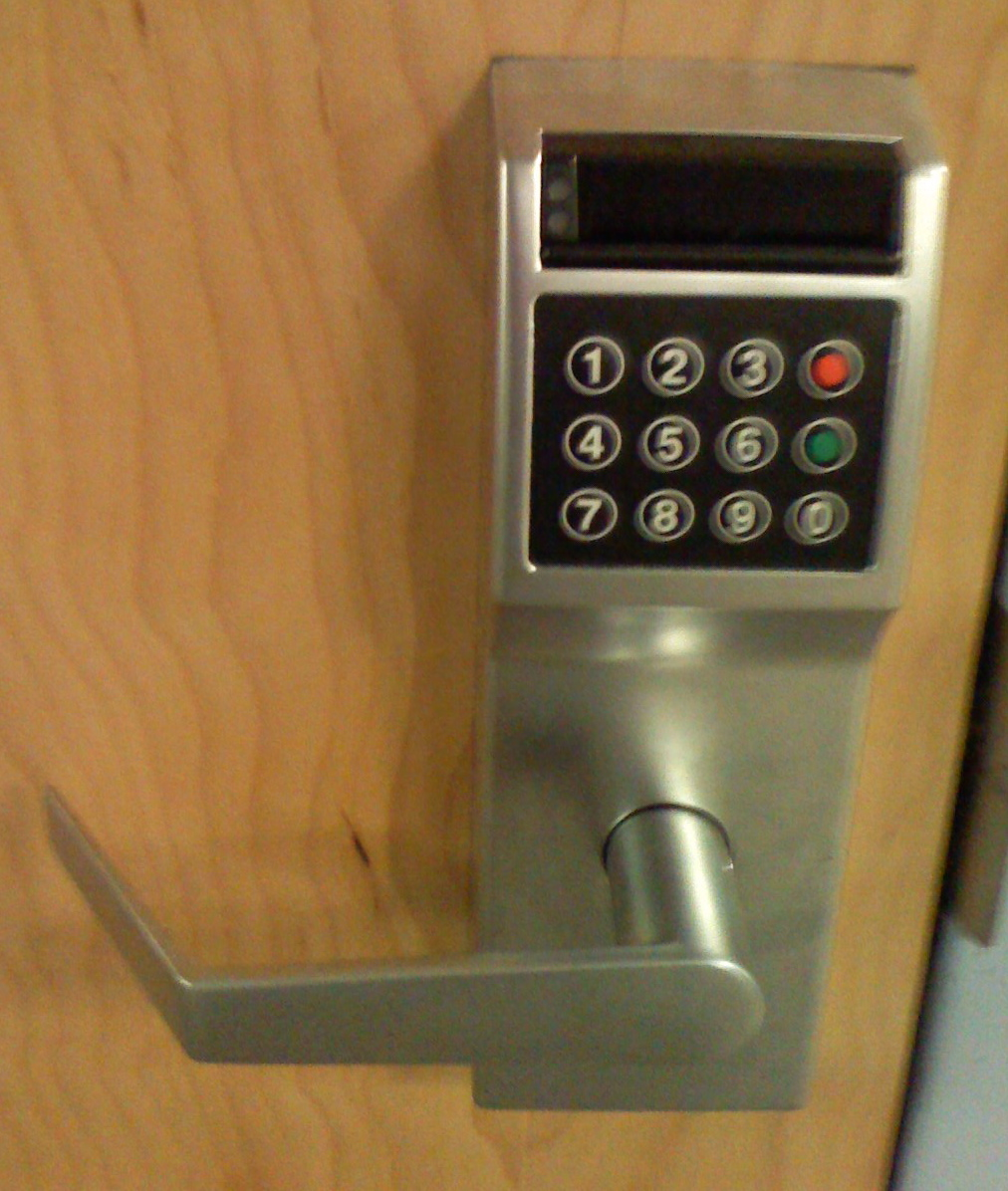
Elektronisch slot met toetsenbord

Een elektronisch slot (ook wel elektrisch slot) is een slot dat werk op elektriciteit. In plaats van met een sleutel wordt het slot geopend door middel van bijvoorbeeld een pincode, een pasje (smartcard), een afstandsbediening of door het via de mobiele telefoon doorgeven van een code. Ook zijn er elektrische sloten die tijd en plaatsgebonden zijn: ze gaan alleen open op een bepaald moment of op een bepaalde plek. 